# Veine épigastrique superficielle
La veine épigastrique superficielle (ou veine sous-cutanée abdominale ou veine tégumenteuse) est une veine simple ou double de la paroi abdominale. Elle est satellite de l'artère épigastrique superficielle.

## Trajet
Elle rejoint la veine grande saphène près du hiatus saphène. Les valvules sont orientées pour que le flux sanguin y soit descendant.
Elle contribue au réseau veineux abdominal sous-cutané qui communique avec le système cave supérieur via certaines veines thoraciques et avec le système porte via les veines paraombilicales

## Aspect clinique
La veine épigastrique superficielle se dilate en cas d'hypertension portale.

## Images supplémentaires

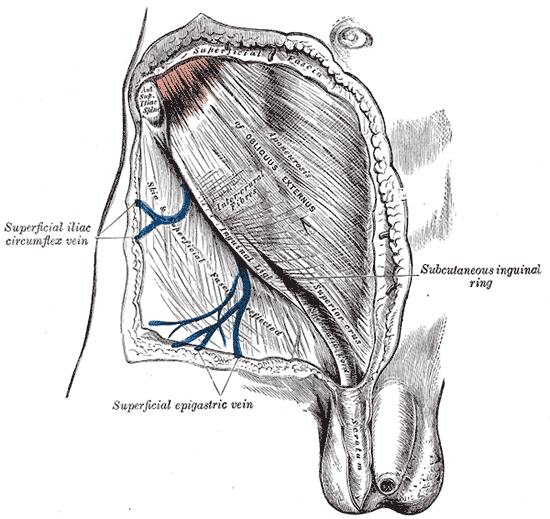
L'anneau inguinal sous-cutané.
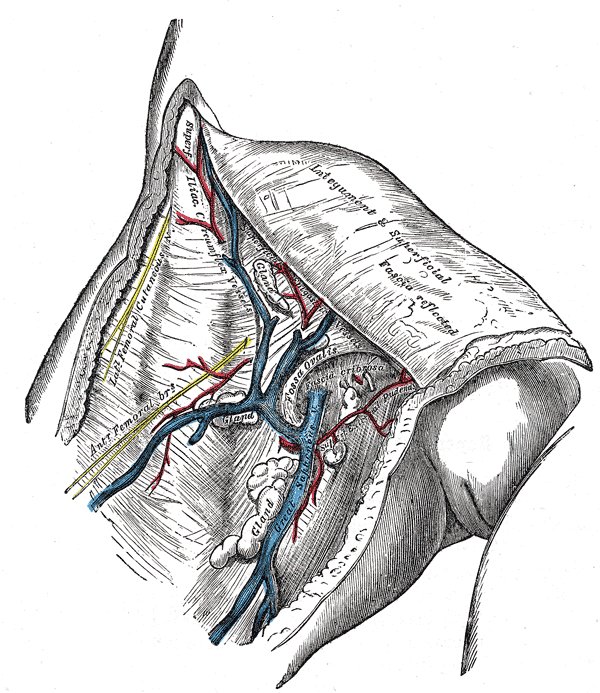
La veine grande saphène et ses affluents dans le hiatus saphène.
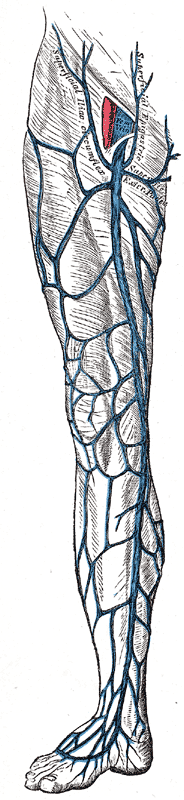
La veine grande saphène et ses affluents.
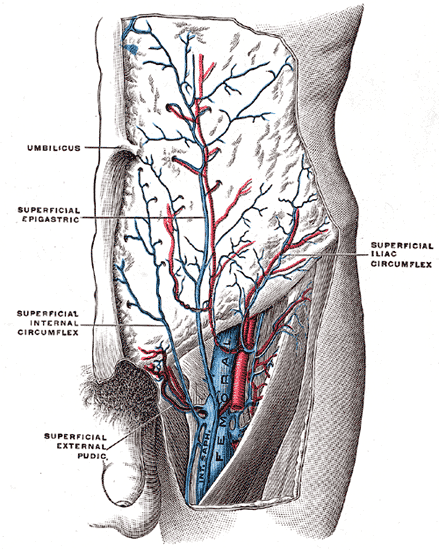
La veine fémorale et ses affluents.
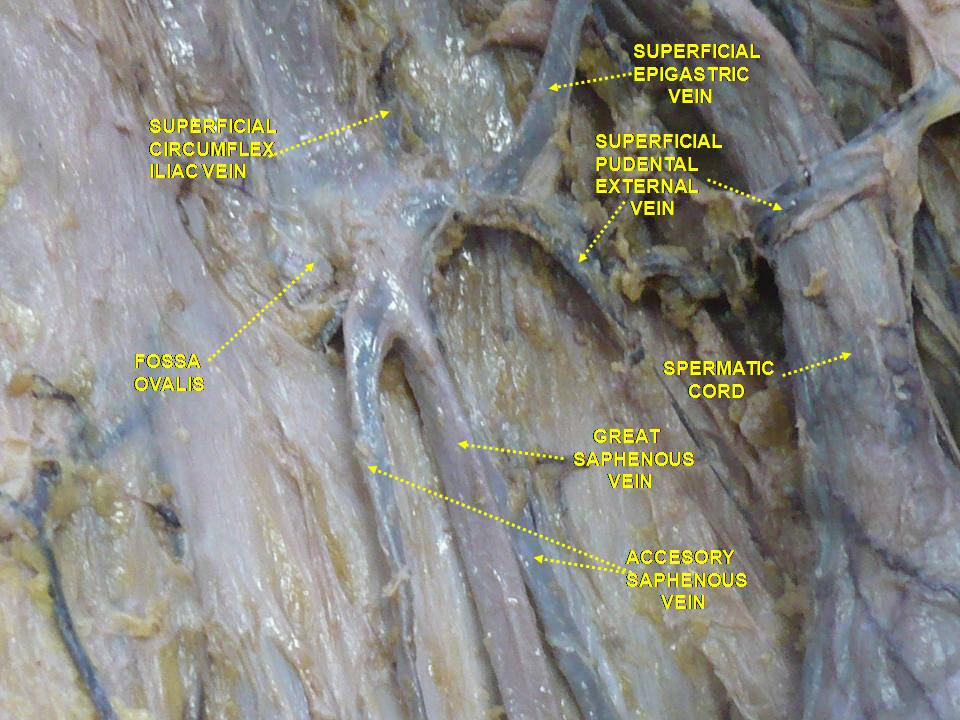
Veines superficielles du membre inférieur Dissection superficielle Vue antérieure.